# Gunther Hofmans
Gunther Hofmans est un footballeur belge né le 3 janvier 1967 à Berchem, Anvers.

## Biographie
Gunther Hofmans a été avant-centre au KFC Germinal Ekeren puis KFC Germinal Beerschot durant 14 saisons et été un buteur efficace: il a ainsi marqué 167 buts en 366 matches officiels. Après deux finales infructueuses en Coupe de Belgique en 1990 et en 1995, il remporte finalement le trophée en 1997.
Il a également joué un match international le 22 avril 1992 avec l'équipe de Belgique: la rencontre gagnée à domicile, 1 à 0, contre Chypre était jouée dans le cadre de la qualification pour la Coupe du monde.
Hofmans met un terme à sa carrière professionnelle en 2000.

## Palmarès
- International belge en 1992 (1 sélection)
- Vainqueur de la Coupe de Belgique en 1997 avec le KFC Germinal Ekeren
- Finaliste de la Coupe de Belgique en 1990 et 1995 avec le KFC Germinal Ekeren
- Finaliste de la Coupe de la Ligue de Belgique en 1998 et 1999 avec le KFC Germinal Ekeren